# Johann Fritz
Johann Peter Fritz (ur. ?, zm.  ok. 1834 w Wiedniu) – niemiecki budowniczy instrumentów klawiszowych, jeden z najwybitniejszych twórców fortepianów wiedeńskich.
Jego instrumenty ceniono za dobrą jakość i melodyjność. Wiadomo, że Giuseppe Verdi bardzo lubił fortepiany Johanna Fritza i używał wiedeńskiego 6-pedałowego fortepianu Fritz od czasów Rigoletta w 1851 roku do Aidy w 1871 roku. Dokładnie ten fortepian można zobaczyć w muzeum Verdiego Villa Verdi w Sant'Agata w prowincji Piacenza we Włoszech.
Niektóre instrumenty Fritza są prezentowane w muzeach takich, jak Muzeum Instrumentów Muzycznych w Mediolanie, Muzeum Sztuk Pięknych w Bostonie w Bostonie, Finchcocks Musical Museum w Tunbridge Wells, Kent oraz jedna z nowoczesnych kopii fortepianu Johanna Fritza wykonanych przez Paula McNulty znajduje się w Uniwersytecie w Ratyzbonie w Niemczech.
Po śmierci Johanna Fritza w 1834 r. w Wiedniu prowadzenie firmy kontynuował jego syn Józef. Prawdopodobnie przeniósł swój warsztat do Grazu pod koniec lat trzydziestych XIX wieku, do 1837 r..
Kuzynem i uczniem Johanna Petera był inny znany budowniczy fortepianów - Josef Fritz (1808-1877), założyciel firmy J. Fritz & Sohn.